# Garczik Richárd
Garczik Richárd (Hatvan, 1994. november 17. –) magyar orgonaművész, zeneszerző.

## Életrajz
Zenei tanulmányait a turai zeneiskolában kezdte, később az aszódi Podmaniczky Zeneiskolában tanult. 2009 és 2013 között a budapesti Bartók Béla Zeneművészeti Szakközépiskola és Gimnázium tanulója, Elekes Zsuzsa növendéke volt. 2013-tól 2014-ig a würzburgi Zeneművészeti Egyetemen Christoph Bossert, 2014-től 2018-ig a stuttgarti Zeneakadémia, Helmut Deutsch orgonaosztályának hallgatója volt. Korábban színészetet is tanult Harsányi Gábornál.
Kivételes muzikalitása már kiskorában megmutatkozott, első zeneműveit 9 éves korában komponálta. 11 éves korától 2013-ig az Aszódi Evangélikus Egyházközség, 2013-tól 2014-ig a gerbrunni (Németország) Apostelkirche orgonistája volt.
Repertoárján elsősorban Dietrich Buxtehude, Johann Sebastian Bach, Felix Mendelssohn Bartholdy, Liszt Ferenc, César Franck, Charles-Marie Widor és Jehan Alain művei szerepelnek, de koncertjein felcsendülnek a különböző korok mesterei által szerzett, ritkán játszott alkotások is.
Aktív koncertezői tevékenységet végez, számos hangversenyt adott Magyarországon, Németországban, Franciaországban, Finnországban, Szlovákiában és Romániában.
Előadói tevékenysége mellett zeneszerzéssel is foglalkozik. Elsősorban orgonára, valamit nagyzenekarra komponál, de több kamaramű és pedagógiai célú zongoramű szerzője is. Jellemző rá az új utakat való keresés, ami nála a posztromantika és a 20. század zenei újításainak ötvözéséből létrehozott egyedi zenei hangot jelenti. Egyes műveiben nagy szerepe van a szerializmusnak és a számmisztikának.
Több rádió- és tévéfelvétel készült vele, tevékenységét különböző díjakkal ismerték el. A Lazarus Unió (CSLI) Music Corps nagy ezüst érdemérem (középkereszt a csillaggal) kitüntetettje.